# Campionati del mondo di atletica leggera 1987 - Maratona maschile
La gara della maratona maschile dei Campionati del mondo di atletica leggera 1987 si è svolta domenica 6 settembre.

## Podio
| Pos.    | Atleta            | Nazionalità | Tempo    |
| ------- | ----------------- | ----------- | -------- |
| Oro     | Douglas Wakiihuri | Kenya       | 2h11'48" |
| Argento | Ahmed Salah       | Gibuti      | 2h12'30" |
| Bronzo  | Gelindo Bordin    | Italia      | 2h12'40" |

## Situazione pre-gara

### Record
Prima di questa competizione, il record del mondo (RM) e il record dei campionati (RC) erano i seguenti:
| Record                | Prestazione | Atleta                    | Data                                  | Competizione          |
| --------------------- | ----------- | ------------------------- | ------------------------------------- | --------------------- |
| Record mondiale       | 2h07'12"    | Carlos Lopes Portogallo   | 20 aprile 1985 Rotterdam, Paesi Bassi | Maratona di Rotterdam |
| Record dei campionati | 2h10'03"    | Rob de Castella Australia | 14 agosto 1983 Helsinki, Finlandia    | Mondiale 1983         |

### Campioni in carica
I campioni in carica, a livello olimpico e mondiale, erano:
| Campione | Atleta                    | Prestazione | Data                                    | Competizione         |
| -------- | ------------------------- | ----------- | --------------------------------------- | -------------------- |
| Olimpico | Carlos Lopes Portogallo   | 2h09'21”    | 12 agosto 1984 Los Angeles, Stati Uniti | Giochi olimpici 1984 |
| Mondiale | Rob de Castella Australia | 2h10'03"    | 14 agosto 1983 Helsinki, Finlandia      | Mondiale 1983        |

### La stagione
Prima di questa gara, gli atleti con le migliori tre prestazioni dell'anno erano:
| Pos. | Atleta                        | Prestazione | Data                               |
| ---- | ----------------------------- | ----------- | ---------------------------------- |
| 1    | Hiromi Taniguchi Giappone     | 2h 09'50"   | 10 maggio 1987 Londra, Regno Unito |
| 2    | El Mustapha Nechchadi Marocco | 2h 10'09"   | 10 maggio 1987 Londra, Regno Unito |
| 3    | Hugh Jones Regno Unito        | 2h 10'11"   | 10 maggio 1987 Londra, Regno Unito |

## Risultati[3][4]
Domenica 6 settembre 1987

### Classifica
| Pos. | Atleta                    | Nazionalità      | Tempo    | Note  |
| ---- | ------------------------- | ---------------- | -------- | ----- |
|      | Douglas Wakiihuri         | Kenya            | 2h11'48" |       |
|      | Ahmed Salah               | Gibuti           | 2h12'30" |       |
|      | Gelindo Bordin            | Italia           | 2h12'40" |       |
| 4    | Steve Moneghetti          | Australia        | 2h12'49" |       |
| 5    | Hugh Jones                | Regno Unito      | 2h12'54" |       |
| 6    | Juma Ikangaa              | Tanzania         | 2h13'43" |       |
| 7    | Orlando Pizzolato         | Italia           | 2h14'03" |       |
| 8    | Ravil Kashapov            | Unione Sovietica | 2h14'41" |       |
| 9    | Henrik Jørgensen          | Danimarca        | 2h14'58" |       |
| 10   | Dirk Vanderherten         | Belgio           | 2h16'42" |       |
| 11   | Yakov Tolstikov           | Unione Sovietica | 2h16'55" |       |
| 12   | Martin Vrabel             | Cecoslovacchia   | 2h16'58" |       |
| 13   | Salvatore Bettiol         | Italia           | 2h17'45" |       |
| 14   | Mirko Vindiš              | Jugoslavia       | 2h18'09" |       |
| 15   | Tefera Guta               | Etiopia          | 2h18'27" |       |
| 16   | Vicente Antón             | Spagna           | 2h19'00" |       |
| 17   | Herbert Steffny           | Germania Ovest   | 2h19'24" |       |
| 18   | Honorato Hernández        | Spagna           | 2h20'00" |       |
| 19   | Michael Spottel           | Germania Ovest   | 2h20'43" |       |
| 20   | Graham Macky              | Nuova Zelanda    | 2h20'43" |       |
| 21   | Don Janicki               | Stati Uniti      | 2h20'46" |       |
| 22   | Masayuki Nishi            | Giappone         | 2h20'51" |       |
| 23   | Eloi Rodrigues            | Brasile          | 2h21'03" |       |
| 24   | Marti ten Kate            | Paesi Bassi      | 2h22'21" |       |
| 25   | Kingston Mills            | Irlanda          | 2h22'52" |       |
| 26   | Yuichiro Osuda            | Giappone         | 2h23'25" |       |
| 27   | Sam Hlawe                 | eSwatini         | 2h24'09" |       |
| 28   | Alfonso Abellán           | Spagna           | 2h24'20" |       |
| 29   | Bigboy Matlapeng          | Botswana         | 2h24'43" |       |
| 30   | Fumiaki Abe               | Giappone         | 2h24'47" |       |
| 31   | Jeong Man-Hwa             | Corea del Sud    | 2h25'41" |       |
| 32   | Peter Maher               | Canada           | 2h26'40" |       |
| 33   | William Aguirre           | Nicaragua        | 2h27'19" |       |
| 34   | Vithanakande Samarasinghe | Sri Lanka        | 2h28'35" |       |
| 35   | José Jami                 | Ecuador          | 2h29'04" |       |
| 36   | Peter Mitchell            | Australia        | 2h30'04" |       |
| 37   | Francis Mukuka            | Zambia           | 2h30'05" |       |
| 38   | Justin Gloden             | Lussemburgo      | 2h30'08" |       |
| 39   | Hsu Gi-Sheng              | Taipei cinese    | 2h30'31" |       |
| 40   | Moacir Marconi            | Brasile          | 2h31'39" |       |
| 41   | Stanimir Nenov            | Bulgaria         | 2h32'44" |       |
| 42   | Hari Singh                | India            | 2h34'20" |       |
| 43   | Albert Marie              | Seychelles       | 2h40'48" |       |
| 45   | Veselin Vasilev           | Bulgaria         | 2h43'14" |       |
| 46   | Salvator Sahabo           | Brunei           | 2h43'43" |       |
| 47   | Chandra Bahadur Gurung    | Nepal            | 2h43'54" |       |
| 48   | William Abrams            | Guyana           | 3h12'33" | [ 5 ] |
| 49   | Bruno Lafranchi           | Svizzera         | dnf      |       |
| 50   | Samu Samuelu              | Samoa            | dnf      |       |
| 51   | Djama Robleh              | Gibuti           | dnf      |       |
| 52   | Policarpio Calizaya       | Bolivia          | dnf      |       |
| 53   | Robert de Castella        | Australia        | dnf      |       |
| 54   | Christos Papachristos     | Grecia           | dnf      |       |
| 55   | El Mustapha Nechchadi     | Marocco          | dnf      |       |
| 56   | Dan Grimes                | Stati Uniti      | dnf      |       |
| 57   | Geoff Smith               | Regno Unito      | dnf      |       |
| 58   | Abebe Mekonnen            | Etiopia          | dnf      |       |
| 59   | James Walker              | Guam             | dnf      |       |
| 60   | Jorge Yeber               | Argentina        | dnf      |       |
| 61   | Delfim Moreira            | Portogallo       | dnf      |       |
| 62   | Ralf Salzmann             | Germania Ovest   | dnf      |       |
| 63   | Martti Vainio             | Finlandia        | dnf      |       |
| 64   | Mehmet Terzi              | Turchia          | dnf      |       |
| 65   | Alain Lazare              | Francia          | dnf      |       |
| 66   | Dave Gordon               | Stati Uniti      | dnf      |       |
| 67   | Bogusław Psujek           | Polonia          | dnf      | [ 5 ] |
| 68   | Allan Zachariassen        | Danimarca        | dnf      | [ 5 ] |